# Csev-Bahir-tó
A Csev-Bahir-tó (Amharául: ጨው ባሕር, [ t͡ʃʼəwbahɨr ]) vagy Stefánia-tó Etiópia déli részén található sós vizű tó. A Déli nemzetek, nemzetiségek és népek szövetségi állam délnyugati részén, Oromia szövetségi állam közelében elterülő tó déli csücske érinti Kenyát is. A tó amhara megnevezése sós tavat jelent. Egyéb ismert elnevezései: Istifanos-tó, Basso Naebor (Basszó Ebor), Chuwaha.

## Földrajza
A Stefánia Természetvédelmi Terület közepén elterülő tó hossza nagyjából 64 km, szélessége pedig 24 km körül mozog. Magas vízszint esetén a tó Kenya északi részéig nyúlik.
Ez legdélebbi és legalacsonyabban (573 m) fekvő tó a Kelet-afrikai árok kenyai szakaszának északkeleti folytatása mentén elterülő tavak között. Vízgyűjtő területét a Humu-hegylánc választja el a Turkana-tóétól. Tőle keletre a Kumbi-hegylánc magasodik. A tavat északról a Weito-folyó és annak mellékfolyója, a Galana Sagan táplálja. Utóbbi egyes csapadékosabb időszakokban a Chamo-tó túlfolyásából is kap utánpótlást.

## Története

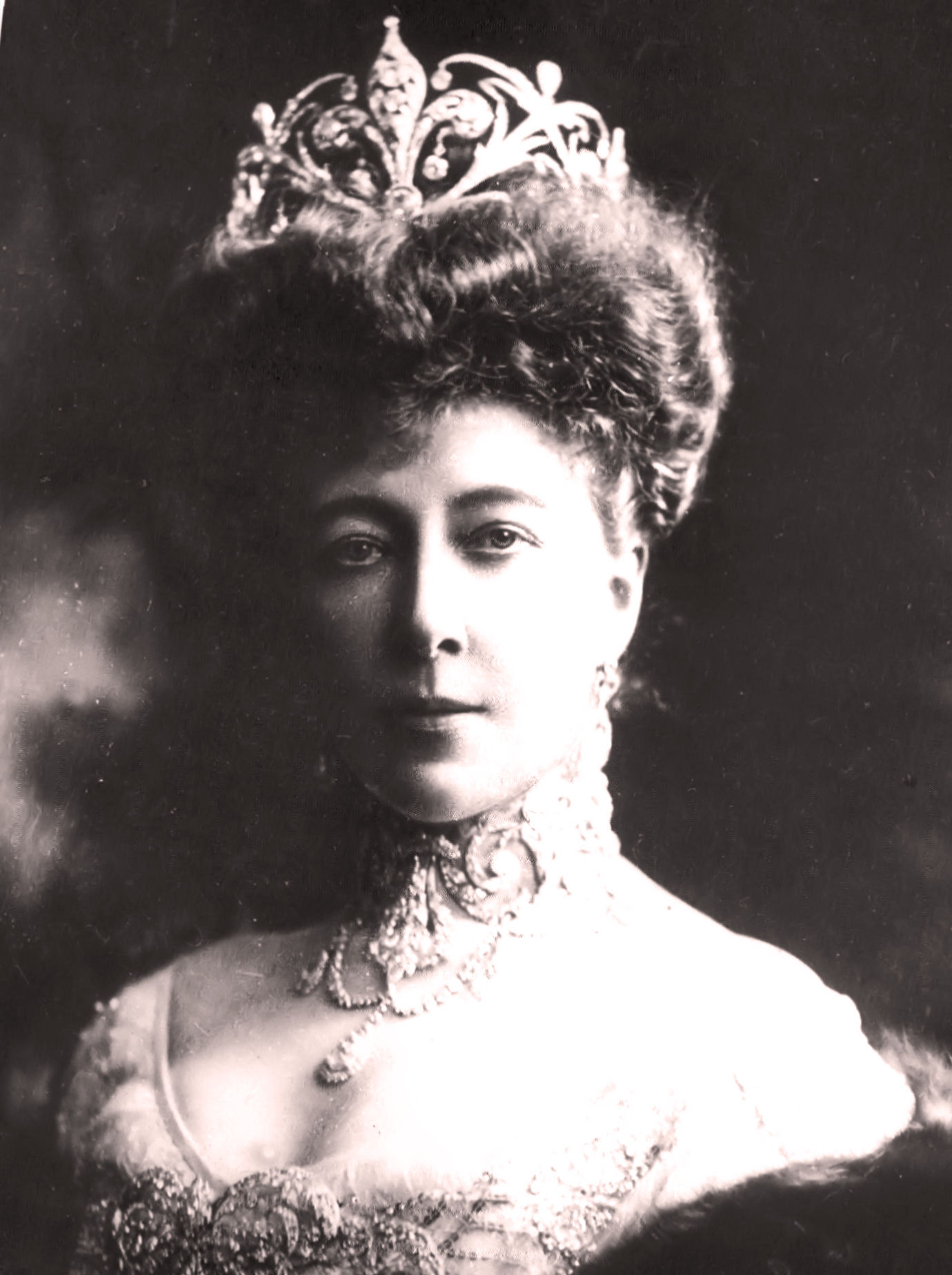
A tó névadója: Stefánia hercegnő

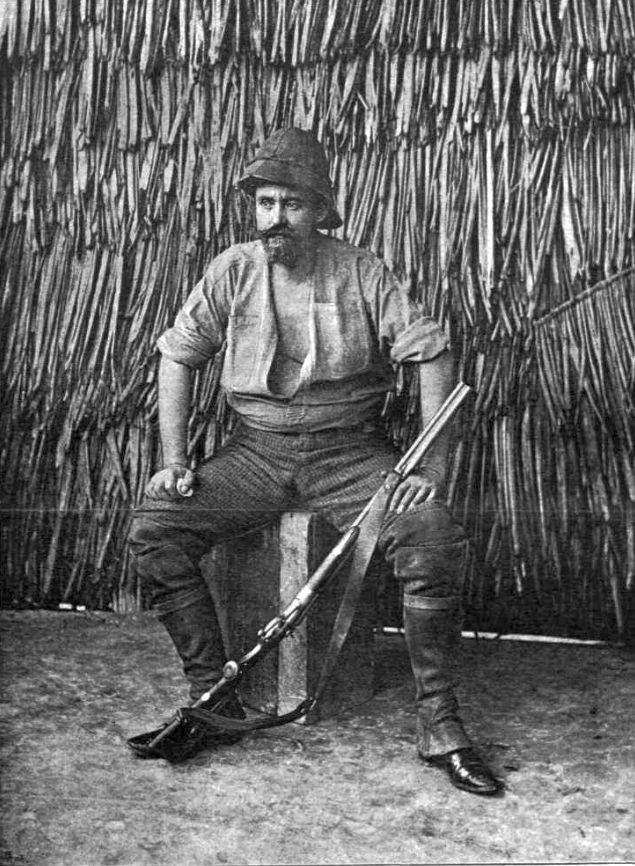
A tavat felfedező Teleki Sámuel

Gróf Teleki Sámuel és térképésze, Ludwig von Höhnel voltak az első európaiak, akik eljutottak a tóhoz. Az 1888-ban felfedezett tavat Rudolf koronaherceg feleségéről, Stefánia belga királyi hercegnőről nevezték el. A közelben fekvő, ma is nagy kiterjedésű Rudolf-tavat szintén ők fedezték fel, és keresztelték el a koronahercegről. (1975-től utóbbi hivatalos neve Turkana-tó.)
Teleki után többek között Arthur Donaldson Smith, Vittorio Bottego, M. S. Welby és Oscar Neumann is elérték a tavat. 1899-ben már igen kiszáradt állapotban volt, két évvel később már csak az északi részén találtak vizet. 1960-ban a tó területe kb. 2000 km² volt, azonban a 20. században fokozatosan elmocsarasodott.
2014-ben az ír alapítású Tullow Oil olajipari vállalat fúrásokat végzett a tó környékén, de nem bukkantak kőolajra.